# Couleur (héraldique)

Table des principales couleurs en héraldique.
(les termes : Herminais, Péan, Potencé, Contre-potencé sont spécifiques de l'héraldique anglaise)

Couleur, en héraldique, désigne l'attribut coloré d'un champ. Les noms de couleur renvoient à un code de couleurs qui se répartissent en trois groupes :
- Les métaux, composés essentiellement de l'or (jaune) et de l'argent (blanc). On trouve parfois des illustrations utilisant respectivement le doré et l'argenté, ce qui en français semble licite; mais qui n'est pas international, en particulier pour l'héraldique anglaise très répandue où s'emploient Or (donc ni "gold" ni "yellow") et Argent (donc ni "silver" ni "white") ;
- Les émaux, composés essentiellement de l'azur (bleu), du gueules (rouge), du sable (noir), du sinople (vert) et du pourpre (pourpre-violet) ;
- Les fourrures, composées essentiellement de l'hermine (le plus souvent :fond d'argent/blanc moucheté de sable/noir) et du vair (pavage régulier de clochetons tête-bêche (les clochetons versés prenant parfois le nom de "pot") alternant azur/bleu et argent/blanc). Mais leur formule de base connaît de multiples variantes de forme et de couleur comme le contre-vair, l'herminé, le potencé ou la contre-hermine. Ce sont des compositions bichromatiques réunissant un émail et un métal, et donc à ce titre non concernées par la règle de contrariété des couleurs. Les pseudo-variantes de fourrures (vairés et herminés) ne possédant pas d'appellations répertoriées doivent être blasonnées selon les couleurs utilisées.

Bien qu'il représente à l'origine une fourrure (la zibeline), le sable est considéré comme un émail.
Bien que la couleur soit une caractéristique très importante, elle n'est pas apparente sur les armoiries gravées sur des sceaux ou des monnaies. Sculptées sur des édifices ou des meubles, les armoiries peuvent ne pas avoir été peintes, ou la peinture peut en avoir été effacée. Donc, pour la représentation monochrome des armoiries (gravures, sculptures, etc.), il a été inventé différents systèmes, le plus fréquemment utilisé étant un système de hachures conventionnelles représentant les couleurs.
Chaque couleur — comme tout autre élément du blason — a un nom héraldique, qu'il est important de connaître pour procéder au déchiffrement correct des blasons étudiés. Les noms spécifiques des couleurs se sont certes imposés par la tradition, mais aussi par leur efficacité technique d'identification. En effet, si d'autres noms évocateurs sont parfois utilisées (sang ou écorché pour gueules…), c'est une source possible d'erreur : les couleurs sont normalement rendues par des teintes saturées, mais la nuance et la luminosité peuvent être variables d'une interprétation à l'autre, elles peuvent être passées ou délavées avec le temps. Il est donc fréquent de trouver, pour des mêmes armes, des écarts notables d'une représentation à l'autre, et, si le gueules est nommé « rose » ici, « écarlate » là et « écorché » ailleurs, on risque de ne plus pouvoir identifier correctement les armes. Le respect d'un codage rigoureux est le garant d'une efficacité de recherche, de composition et de représentation.

## Ligne ou trait

Armes du Hainaut

Un élément coloré dans le dessin du blason, la « ligne », appelée aussi « trait », parfois présent dans les blasonnements, n'est curieusement défini dans pratiquement aucun ouvrage de référence.
En théorie, cette ligne est au départ la frontière entre deux zones de couleurs différentes et n'est donc pas nécessairement matérialisée par un trait, ce qui est le cas dans de nombreux dessins anciens.
Le besoin de matérialiser d'un trait ces frontières a deux origines :
- une objective : les armoriaux imprimés par gravure étaient monochromes. Les deux conventions principales pour indiquer les couleurs étaient soit le hachurage, soit l'indication par des petites lettres dans la zone. Ces zones étaient donc nécessairement délimitées par un trait.
- une subjective, suggérée par de nombreux auteurs : influence de l'art de l'émaillage et du vitrail, deux domaines très admirés à l'époque des débuts de l'héraldique.

L'apparition de meubles de plus en plus compliqués, ne pouvant se contenter d'une simple silhouette contourée ou non, a accentué la nécessité de traits permettant de matérialiser un détail intérieur : plumages, nervures de feuilles, grains de raisin dans une grappe, etc.
Ces traits sont généralement de couleur noire — mais que l'on différencie de la couleur sable (noire également). Toutefois, pour les meubles de sable, il y a une difficulté de représentation. Celle-ci est résolue le plus fréquemment par l'utilisation d'un trait plus clair (anthracite), et parfois d'une façon plus douteuse, par la couleur du champ sur lequel repose le meuble (douteux quand le meuble est brochant ou quand il est percé).
Le trait, en conséquence directe, s'utilise pour délimiter deux zones distinctes de même couleur, comme dans les armes du Hainaut (ci-contre) qui se blasonnent : Écartelé d'or au lion de sable armé et lampassé de gueules (qui est de Flandre) et d'or au lion de gueules armé et lampassé d'azur (qui est de Hollande). Ici les quatre quartiers de l'écartelé sont tous d'or, et les traits qui les délimitent sont évidemment non mentionnés, car on ne les mentionne jamais dans les blasonnements (il s'agit bien d'un écartelé et non d'un champ unique à quatre lions, car il s'agit d'armes d'alliances qu'on blasonne Écartelé de Flandre et de Hollande quand on se contente de n'évoquer que les alliances).

## Règle de contrariété des couleurs
La principale règle du blason concerne les couleurs. Cette règle interdit de superposer deux « émaux » ou deux « métaux ». Cette règle impose en fait que le motif figuré soit suffisamment contrasté, puisque les « métaux » (jaune et blanc) sont des couleurs claires, alors que les « émaux » sont perçus comme des couleurs saturées, plus profondes.

## Représentation monochrome des couleurs héraldiques
Les couleurs, attributs d'importance capitale, posent problème en représentation monochrome (imprimerie en noir et blanc pour simplifier) ainsi qu'en gravure/sculpture.
Le système le plus ancien fut de coder la couleur par son initiale, inscrite dans la zone concernée. Ce système rencontra de nombreuses confusions due à l'ambiguïté de certaines initiales comme le « A » pour Argent ou Azur, ou selon les langues utilisées pour la rédaction G = Gueules (FR) , = Golden (DE:Or)  = Grün (DE:Sinople). Pour pallier cela, le codage se complexifia, par l'emploi de deux lettres et/ou distinction majuscule/minuscule et/ou utilisation de chiffres. Mais aucune de ces différentes conventions ne fit l'unanimité et furent progressivement abandonnés avec l'apparition du système par hachures.
Le système de hachures, hésitant et tâtonnant, finit par se fixer à partir des propositions faites par le père jésuite Sylvestro Pietra Santa, dans les années 1630-1640. Limité à cinq émaux (azur, gueules, sable, sinople, pourpre) et deux métaux (argent, or), il est aujourd'hui utilisé universellement sans contestation.
| émaux | émaux   | émaux | émaux   | émaux   | métaux | métaux |
| ----- | ------- | ----- | ------- | ------- | ------ | ------ |
| Azur  | Gueules | Sable | Sinople | Pourpre | Or     | Argent |

À cette base sont venus s'ajouter des émaux plus rares, limités dans l'espace et ou dans le temps, dont certains sont considérés synonymes ou distincts selon les auteurs, et dont les codages en hachures sont parfois différents d'une source à une autre.
Exemple : l'orangé,  donné sur Wikimedia Commons comme hachuré vertical en interrompu « point - tiret long » (sans préciser sa source), alors que P. B. Gheusi (entre autres) le code haché en pal et en barre.
Le fer ou l'acier , d'un gris moyen afin de ne pouvoir être confondu ni avec l'argent ni avec le sable, est utilisé dans les armes de certaines villes d'Allemagne et est pratiquement inexistant dans l'héraldique des autres pays.

## Couleurs principales, secondaires, spécifiques, anecdotiques
Ces notions ne sont pas des notions héraldiques, elles reflètent simplement la fréquence et les limitations d'utilisation d'une couleur donnée.
Il y a six couleurs principales : or pour jaune, argent pour blanc, gueules pour rouge, azur pour bleu, sable pour noir, et enfin sinople pour vert, le moins fréquent; auxquelles il convient d'ajouter deux fourrures l'hermine et le vair, avec leurs variations.
S'y ajoutent trois couleurs secondaires : acier, qui signifie gris ; pourpre, pour toute nuance de violet ; orangé, pour orange. Ces trois couleurs secondaires ne sont pas toujours citées comme couleurs héraldiques. Elles sont apparues plus tardivement, et restent d'un emploi assez rare et souvent local ; les conventions sur les hachures sont très hésitantes à leur sujet. De même, la tradition hésite sur leur statut de métal ou d'émail, la règle des couleurs ayant été formulée avant leur introduction et a tendance à les considérer comme mixte, à l'instar des fourrures.
Enfin, la représentation héraldique admet des couleurs spécifiques comme le « au naturel », c’est-à-dire la couleur naturelle d'un meuble, avec ses deux cas particuliers : «de carnation » pour chair et « de tanné » pour brun cuir. Ces couleurs dites « naturelles » s'appliquent uniquement aux meubles « réalistes » (donc ni aux champs, ni aux pièces, ni aux meubles géométriques), et doivent en respecter avec un minimum de fidélité la couleur naturelle.
À tout cela, s'ajoute quelques « couleurs » anecdotiques, d'usage très rare, limité dans l'espace et/ou dans le temps, d'origine douteuse, comme peut l'être l'utilisation locale d'un pigment modifiant l'aspect d'une couleur standard entraînant la « création » d'une nouvelle couleur, ou encore la tendance au blason « carte postale » probable origine du « bleu céleste ».

## Liste des couleurs héraldiques
| Image                | Couleur et description | Exemple |
| -------------------- | --- | --- |
| Acier · Fer · Cendré | Acier, Fer, CendréÉmail secondaire de couleur ambiguë, très rarement employé, représenté en gris, nommé aussi « fer » ou « cendré ». L'acier peut être de n'importe quelle nuance de gris, du moment qu'il se distingue suffisamment du sable et de l'argent, et qu'il n'est pas sensiblement coloré (faible saturation et forte luminosité, il peut être légèrement bleuté). | De gueules à un léopard lionné d’or, couronné d’acier et tenant une longue croix d’argent, qui est de Vladimir. |
| Argent               | ArgentMétal blanc, voire légèrement grisé, représenté dans les gravures en blanc uni. Il arrive dans certaines représentations anciennes, lorsque l'argent a été représenté avec du vrai métal, que celui-ci s'oxyde et se confonde très nettement avec le sable (noir), ou avec le pourpre, dont certains auteurs pensent que c'est là, l'origine de l'apparition tardive de cet émail, souvent contesté. | D'argent au lion de gueules, armé, lampassé et couronné d’azur, qui est d’Arménie (Cilicie). |
| Azur                 | AzurÉmail bleu. Hachures horizontales en monochrome. Il est préférable que la couleur, déjà naturellement sombre, soit bien saturée : trop sombre, elle peut être confondue avec le sable (noir), surtout quand l'un et l'autre ont vieilli. Traditionnellement, l'azur des armes de France est plutôt bleu roi, voire bleu marine, alors que l'azur de Bavière est généralement plus clair, mais ces deux représentations correspondent à un même émail et peuvent être employées indifféremment l'une pour l'autre. | D'azur, à 6 (nombre supposé) lionceaux d'or ordonnés 3, 2 et 1, qui est de Geoffroy Plantagenet. |
| Céleste              | Bleu célesteÉmail anecdotique bleu pâle, de conception post-médiévale, utilisé principalement dans les armoiries extra-européennes (par ex. blason de l'Argentine). | |
| Brun                 | BrunÉmail anecdotique très rare, d'une teinte brune sombre et foncée, utilisé principalement dans les armes germaniques. Il est considéré comme synonyme de tanné par certains auteurs, et ignoré par la majorité. | |
| Carnation            | CarnationÉmail secondaire rose pâle, utilisé pour les personnages humains (blanc teinté de rouge). Cette définition de couleur est liée au fait qu'à l'époque de l'apparition de cet émail, la couleur de peau des intéressés était assez invariablement rose pâle. Cet émail est contesté par certains auteurs, qu'ils jugent inutile car simple cas particulier de « au naturel ». | d’azur à la foi alésée de carnation, qui est de la commune de Gy (Haute-Saône). |
| Gueules              | GueulesÉmail rouge, hachures verticales en monochrome. Un animal de gueules peut être dit écorché. | De gueules plain (Maison d'Albret). |
| Hermine              | HermineFourrure formée d’un semé de mouchetures d'hermine de sable sur un champ d'argent. Variantes : - le contre-hermine, un semé de mouchetures d'hermine d'argent sur champ de sable. Note : l'herminé, qui est ce semé utilisant ces mêmes formes mais d'autres couleurs, n'est pas une fourrure en tant que telle et donc se blasonne. | D'hermine plain (Bretagne). |
| Mûre                 | Mûre (en anglais murrey)Émail anecdotique violet foncé, il est parfois utilisé dans l'héraldique des pays anglo-saxons. Il est synonyme de sanguine chez de nombreux auteurs britanniques | D'argent à la fasce de mûre chargée de trois lampes d'or, à la bordure de mûre chargée de huit étoiles d'or (université du Pays de Galles).                                                                                |
| Or                   | OrMétal jaune franc, semis de points en monochrome. Le jaune peut être très légèrement assombri pour rappeler l'or au naturel, mais doit se distinguer nettement du tanné (nettement plus sombre) et surtout de l'orangé. | D'or plain, qui est de la famille Bandinelli. |
| Orangé               | OrangéÉmail secondaire de couleur ambigüe, de teinte orange, utilisé surtout dans les blasons canadiens, sud-africains et municipaux français. | D'orangé à la filière d’or, au chevron d’azur bordé aussi d’or brochant, chargé de trois besants d’argent et accompagné de trois merlettes aussi d’or (commune de Lamorlaye).                                              |
| Pourpre              | PourpreÉmail secondaire de couleur ambigüe, de teinte violette. Hachures en barre en monochrome. La teinte doit différer nettement des émaux de gueules et d'azur, distinction difficile à faire quand les teintes passent ou se délavent. Cet émail était, dans les premiers temps de l'héraldique, une couleur difficilement définissable, tirant sur le brun, censée représenter, selon les historiens, le mélange de toutes les autres couleurs ou, pour d'autres, l'argent oxydé. Plus tard, vers le début du XVIe siècle, la teinte de cet émail s'est rapprochée du violet. Selon les représentations, il peut tendre vers le gris, le rose, le rouge foncé (et ainsi être confondu avec la sanguine) ou encore se rapprocher du murrey ou mûre. Pour cette raison, certains auteurs la considèrent comme « amphibie », pouvant se superposer avec n'importe quelle autre couleur, sans causer d'infraction aux règles héraldiques, comme les fourrures. | D'argent au lion de pourpre armé, lampassé et couronné d'or (province de León). |
| Sable                | SableÉmail noir. Noir uni, ou hachures échiquetées en monochrome. Le noir ne pose pas de problème de représentation, mais des couleurs délavées peuvent entraîner une confusion avec l'azur, également sombre. | De sable, au lion d'or, armé, lampassé et couronné de gueules. (Palatinat du Rhin) |
| Sanguine             | SanguineÉmail anecdotique de couleur ambigüe, de teinte rouge brunâtre, couleur sang. Utilisée surtout dans les blasons britanniques. Est parfois confondu ou donnée synonyme avec le pourpre (violet plus ou moins foncé) ou le mûre (violet volontairement foncé). | Exemple cité par James Parker : « Per bend sanguine and vert, two greyhounds courant bendwise argent » (« Tranché de sanguine et de sinople, à deux lévriers courants d'argent posés en bande ») (Clayhills, Innergowrie). |
|                      | SinopleÉmail vert. Hachures en bande en monochrome. Le vert « fluo » présent dans l'arc-en-ciel (vert clair saturé) est bien trop agressif pour un usage en héraldique, et doit donc être légèrement assombri (vert sombre) ou délavé (vert pâle). Il ne doit pas cependant être ni trop sombre ni trop proche du bleu, pour se distinguer de l'azur, ni trop clair ou trop proche du jaune, pour se distinguer de l'or. | De sinople à la panthère d'argent, armée et accornée de gueules, crachant du feu du même. (duché de Styrie) |
| Tenné                | TennéÉmail secondaire de couleur ambigüe, orange foncé ou marron. Le tenné tire son nom de la couleur naturelle du cuir tanné. Est souvent confondu ou donné synonyme de brun ou d'orangé | De tenné aux trois épis liés d'or, accostés des lettres M et G capitales de sable (Maruéjols-lès-Gardon). |
| Vair                 | VairFourrure formée d'une alternance de cloches d'azur et de pots d'argent (qui sont de même forme que les cloches mais placées tête-bêche), rangés horizontalement sur quatre ou cinq tires, la première tire commençant obligatoirement par un demi-pot. Variantes : - Beffroi : les vairs de moins de 4 tires, - Menu-Vair : ceux de plus de 6 tires. - Vair à l'antique : un vair dans lequel les cloches et les pots sont remplacés par une courbe courant le long des tires. - Vair ondé : les cloches et les pots des tires paires (2, 4, 6) sont renversés sur eux-mêmes, donnant un effet d'onde. - Contre-vair : les cloches et les pots des tires paires (2, 4, 6) voient leurs couleurs inversées, ce qui donne l'apparence de gros grains de riz bleus posés sur un fond d'argent. Il devient contre-vairé si les teintes sont modifiées. - Vair-en-pal modifie le placement en semé traditionnel des cloches et les place toutes l'une sous l'autre, d’où le nom en pal. - Vair potencé : un vair dans lequel les cloches et les pots sont potencé, c'est-à-dire en forme de T. - Vairés : pseudo-variantes de vair utilisant un autre couple métal/émail, ou bien plus de deux teintes. - À l'exception du beffroi, tous les vairs deviennent des vairés si les couleurs sont modifiées, et donc se blasonnent selon ces couleurs. | De vair au sautoir de gueules (Baulon). |

En héraldique, l’emploi des termes de « couleur » et d’« émail » n’est pas sans problème.
En effet, selon les auteurs, émail est utilisé à la place de couleur et inversement ; certains auteurs utilisent même indifféremment le même terme pour désigner l’ensemble de la palette, et le sous-groupe spécifique.
Dans une note circulaire du ministère de la Culture du 12 juillet 2001 intitulée Conseils pour la création d’armoiries par des collectivités on trouve au chapitre « Couleurs » ces conseils : « Toute composition doit se plier aux règles suivantes : a) Utiliser strictement les métaux, les émaux et les fourrures déterminés par les règles et la tradition de l’héraldique... »
Sans prétendre que ce soit la seule référence possible, et simplement pour éviter toute ambiguïté, tous les articles concernant l’héraldique utiliseront « couleur » pour désigner tout élément de la palette, attribut d’un champ ou d’un fond, et « émail » pour les couleurs n’étant ni métal ni fourrure. Ce choix est également étayé par le fait que si ce n’est pas l’usage le plus répandu parmi les spécialistes, c’est le moins déroutant pour le profane.
Ces deux termes n’apparaissant pas dans le blasonnement, mais uniquement dans la description théorique de l'héraldique, cette différence est sans conséquence notable. Le seul point où cette distinction est importante est dans la règle de contrariété des couleurs, qui veut qu'il n’y ait jamais émail sur émail, ou métal sur métal.